# Friedrich-Schiller-Grundschule (Berlin)
Die Friedrich-Schiller-Grundschule ist eine öffentliche Grundschule im Ortsteil Mahlsdorf des Berliner Bezirks Marzahn-Hellersdorf. Sie wurde Ende der 1970er Jahre nach dem deutschen Dichter Friedrich Schiller benannt. Das Schulgebäude entstand zu Beginn des 20. Jahrhunderts, wurde später erweitert und stetig den neuen Anforderungen angepasst. Es steht seit den 1970er Jahren unter Denkmalschutz.

## Lage
Die staatliche Friedrich-Schiller-Grundschule (FSG) befindet sich auf einem ca. 5100 m² großen Grundstück südöstlich des S-Bahnhofs Berlin-Mahlsdorf in der Straße An der Schule 13–17.

## Geschichte der Schuleinrichtung
Die Gemeindeschule Mahlsdorf wurde 1905 eröffnet (damalige Adresse: Walderseestraße 41–44, seit der Straßenumbenennung 1951: An der Schule 13–17). Seit der Eingemeindung Mahlsdorfs nach Berlin im Jahr 1920 hieß sie 33. Gemeindeschule.
Die Umstellung auf das neue Schulsystem im sowjetischen Sektor von Berlin bzw. in der späteren DDR führte dazu, dass aus der 33. Gemeindeschule nun die 18. Grundschule wurde. Mit der Reform des Bildungswesens in der DDR im Jahr 1959 wurde sie zur 18. Oberschule.
Seit Ende der 1970er Jahre trug die Bildungseinrichtung die Bezeichnung 18. Polytechnische Oberschule (POS) Friedrich Schiller. Nach der Wende wurde nach bundesdeutschem Schulrecht aus der Oberschule wieder eine Grundschule.
Zur Unterstützung der Aktivitäten der Lehrerschaft und der Schüler besteht ein Förderverein.

## Geschichte des Gebäudeensembles

### 1900 bis 1945

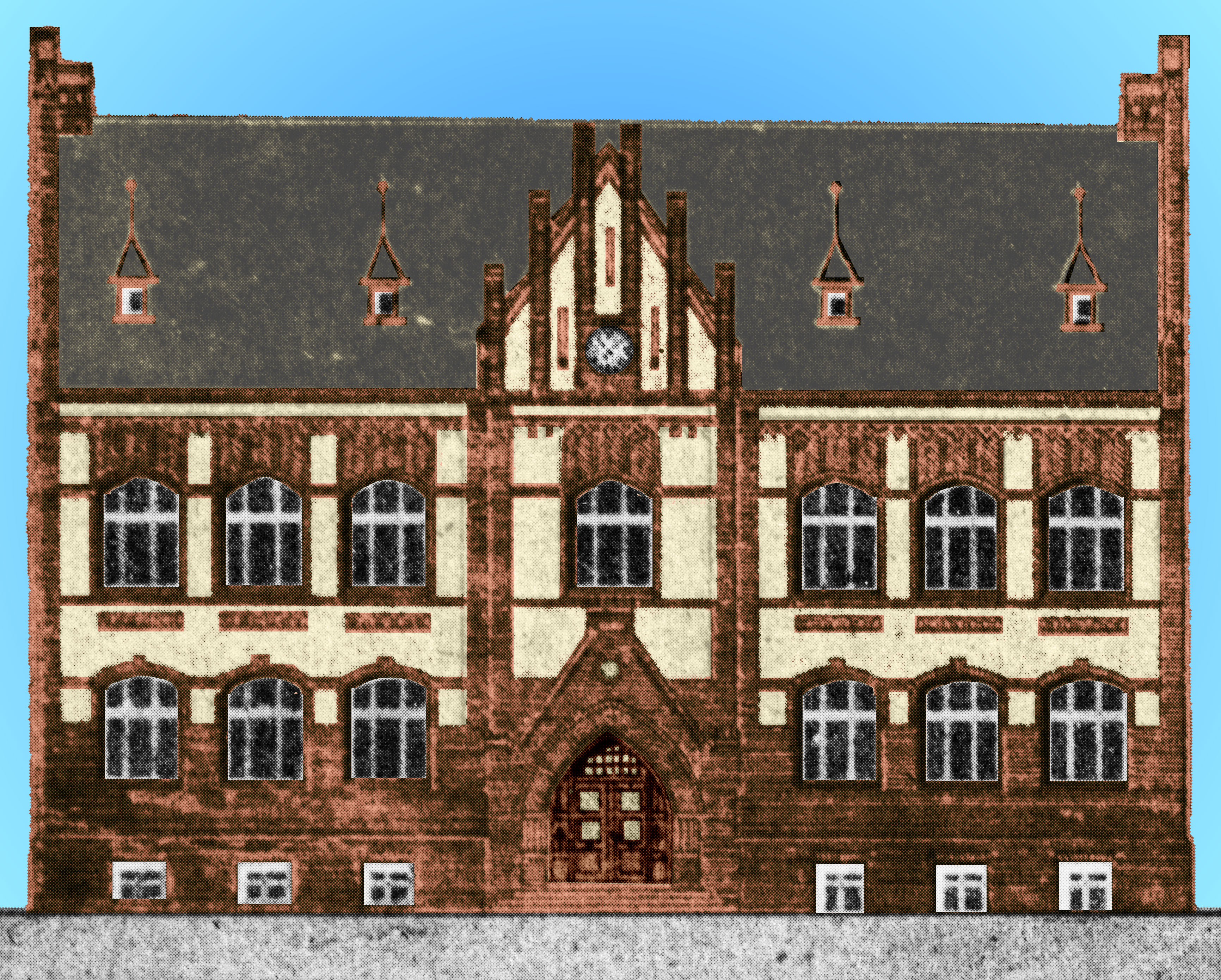
Ursprüngliches Schulgebäude, Straßenseite (1904)

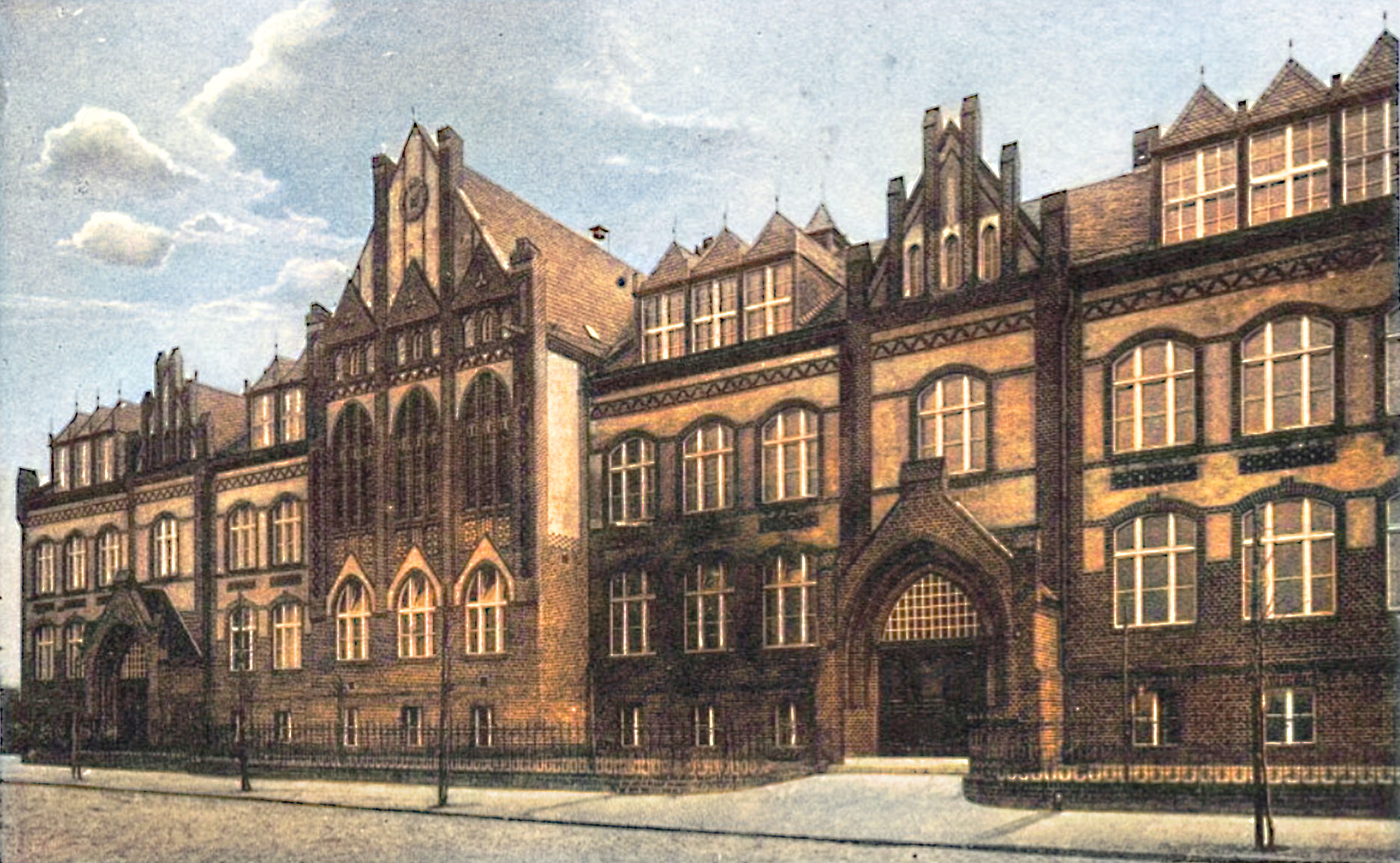
Schulgebäude, Straßenseite (um 1920)

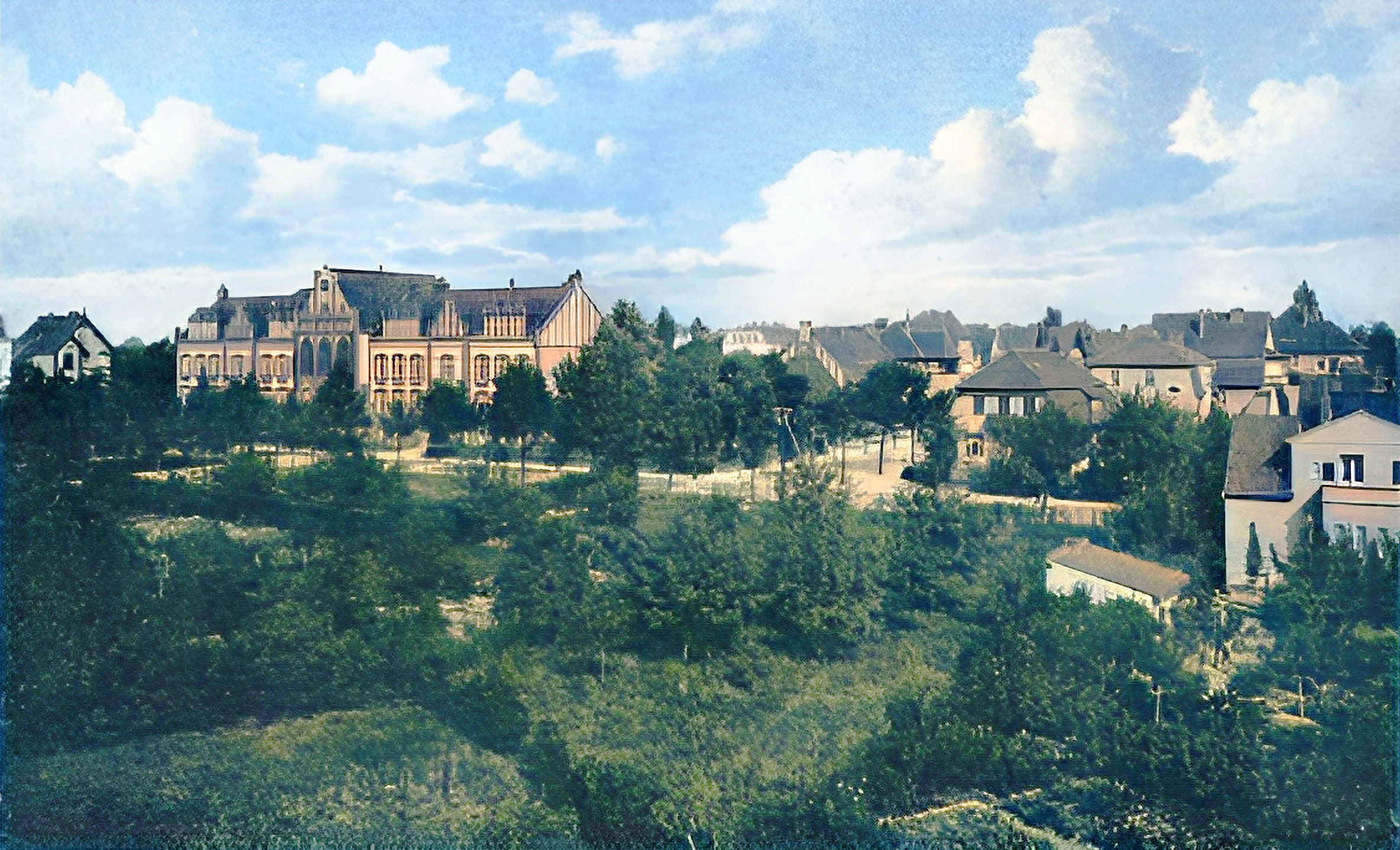
Panorama (um 1933)

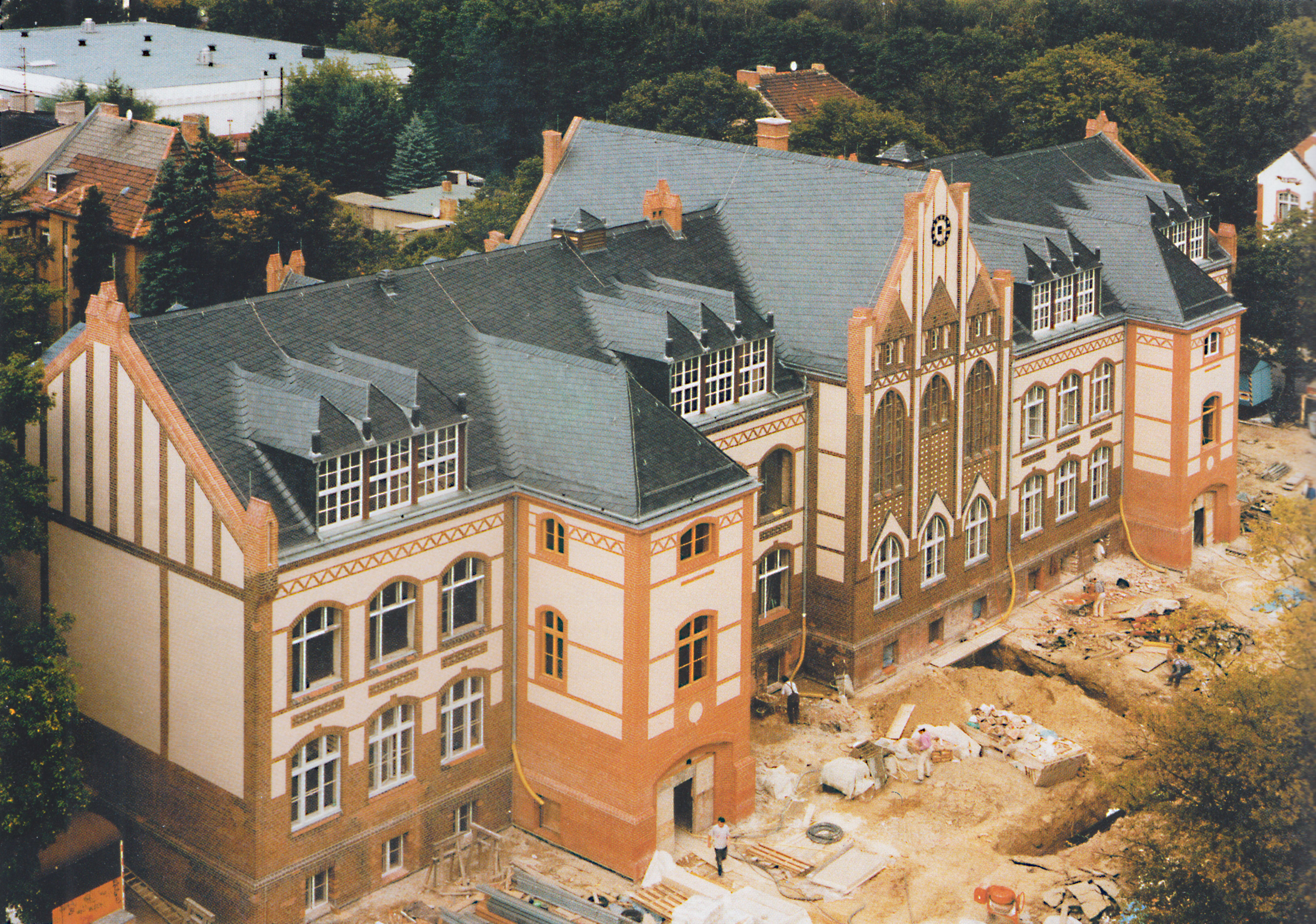
Restauration des Schulgebäudes, Hofseite (1997)

Eine Veröffentlichung über dieses Schulgebäude gibt an, dass es „um 1900 errichtet“ wurde. Eine Hausväterversammlung beschloss, die Zustände der Mahlsdorfer Volksschule durch einen Neubau zu verbessern. Der Berliner Architekt M. Pohl konnte die Baupläne ausarbeiten, und am 31. August 1904 erfolgte die Grundsteinlegung. Die Bauausführung übernahm die Mahlsdorfer Firma Friedrich & Hedick. Die Einweihung der 1. Gemeindeschule fand am 2. Juni 1905 statt. Zu diesem Zeitpunkt bestand nur der Südteil des heutigen Ensembles mit acht Schulzimmern und der Wohnung des Schuldieners (später des Hausmeisters) im Dachgeschoss.

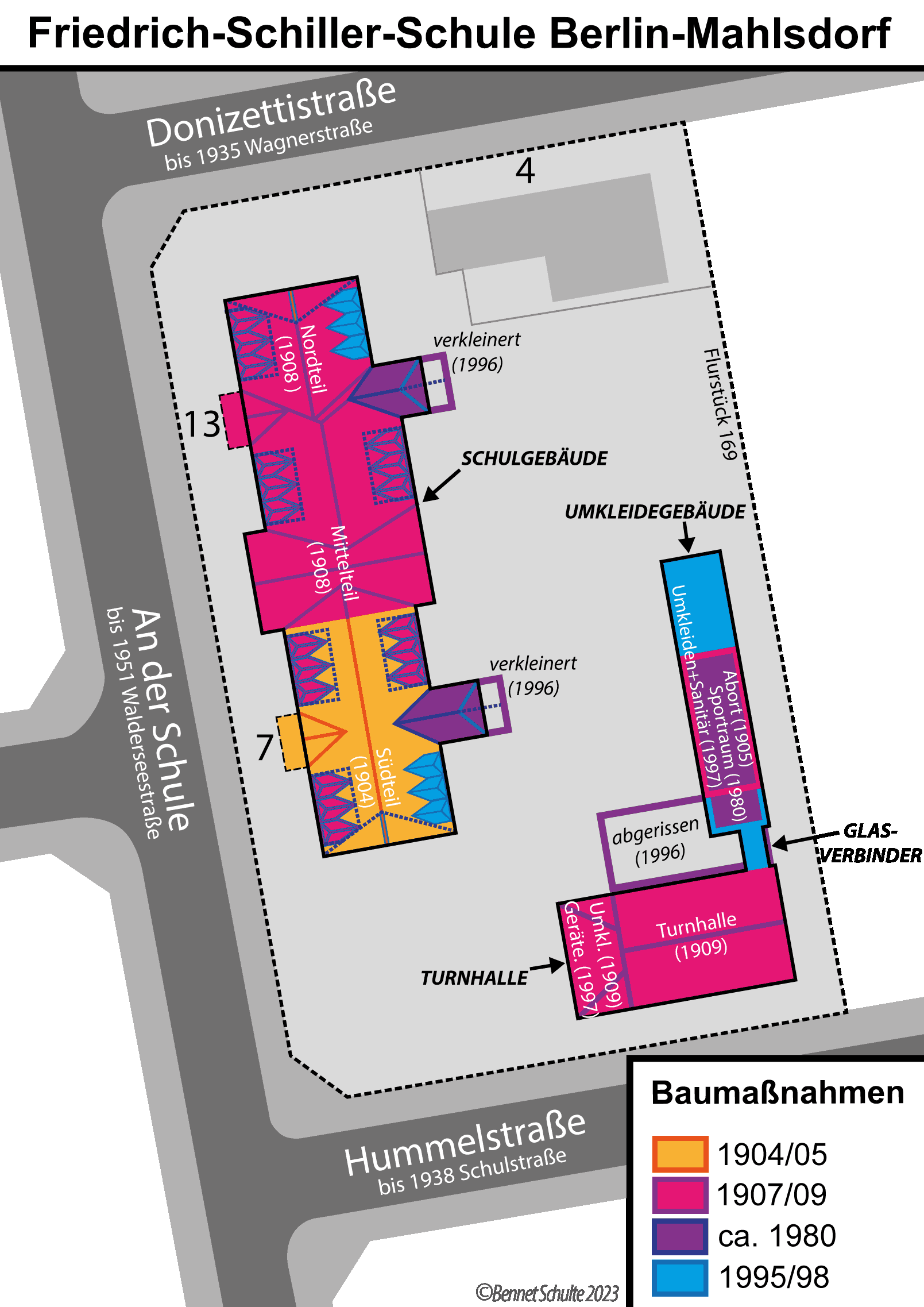
Bauliche Entwicklung des Gebäudes der Friedrich-Schiller-Grundschule

Im Jahr 1908 wurde die Schule nach Plänen des Architekten Paul Tarruhn nach Norden erweitert. Die Nordseite des ursprünglichen Schulgebäudes erhielt einen neuen höheren Mittelteil mit einer Aula, an den sich nördlich ein zum ursprünglichen Gebäude spiegelbildlicher neuer Gebäudetrakt anschloss. Zudem wurden an der Hummelstraße eine freistehende Turnhalle mit westlich angesetztem Umkleideraum sowie ein Sanitärgebäude an der östlichen Grundstücksgrenze errichtet. Auch die Dachgeschosse wurden ausgebaut und erhielten große dreiachsige Dachgauben im Walmdach. Am 1. Oktober 1909 konnten Lehrer und Schüler die neuen Gebäude „ohne besondere Einweihungsfeier“ in Benutzung nehmen.
Gegen Ende des Zweiten Weltkriegs mussten Räume der Schule als Lazarett genutzt werden.

### 1945 bis 1970
Zwischen 1960 und 1970 wurden erhebliche Eingriffe an den Dächern von Schulhaus und Turnhalle vorgenommen. Unter anderem wurden die Satteldächer des Nord- und Südteils in Walmdächer umgebaut und die Schieferdeckung durch Betondachsteine ersetzt, die Dachflächen über die Traufen hinweggeführt sowie die Walmdächer der Gauben zu Schleppdächern umgebaut. Der südliche Eingang zum ersten Bauteil wurde im Innern verbaut und war nicht mehr zu benutzen.

### 1970 bis 1990
In den späten 1970er Jahren wurde das Schulgebäude unter Denkmalschutz gestellt.
Um 1980 folgte ein weiterer umfangreicher Eingriff in die Bausubstanz. Um eine Nutzung von Toiletten im Hauptgebäude zu ermöglichen, wurden an beiden Treppenhausgiebeln hofseitig jeweils Sanitärräume in einem Anbau hinzugefügt. Die ehemaligen Sanitärräume wurden entkernt und zu einem Gymnastikraum umgebaut. Dazu erfolgte eine bauliche Verlängerung der Gebäudekörper, um sie vollständig mit der Turnhalle zu verbinden.
Trotz aller Bemühungen musste der Schulunterricht Ende der 1980er Jahre wegen gebrochener Deckenbalken der Aula eingestellt werden.

### Seit 1990

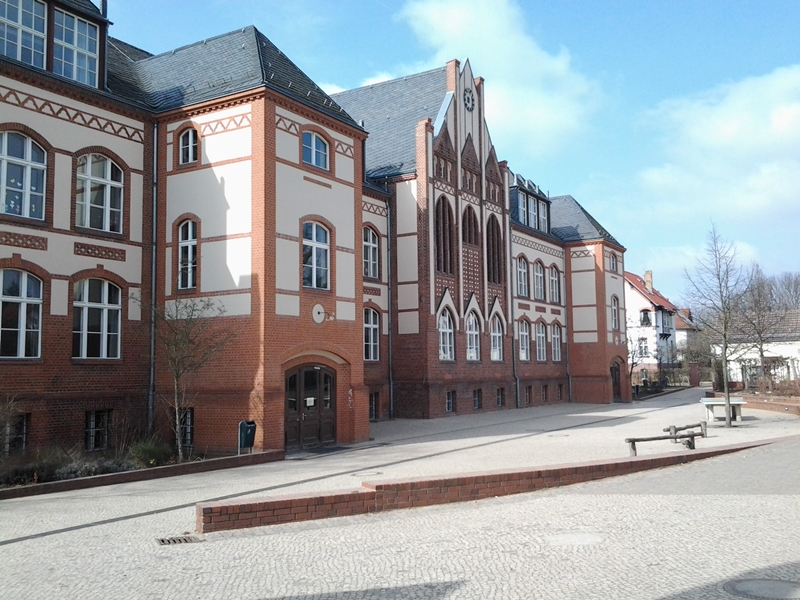
Hofseite (2016)

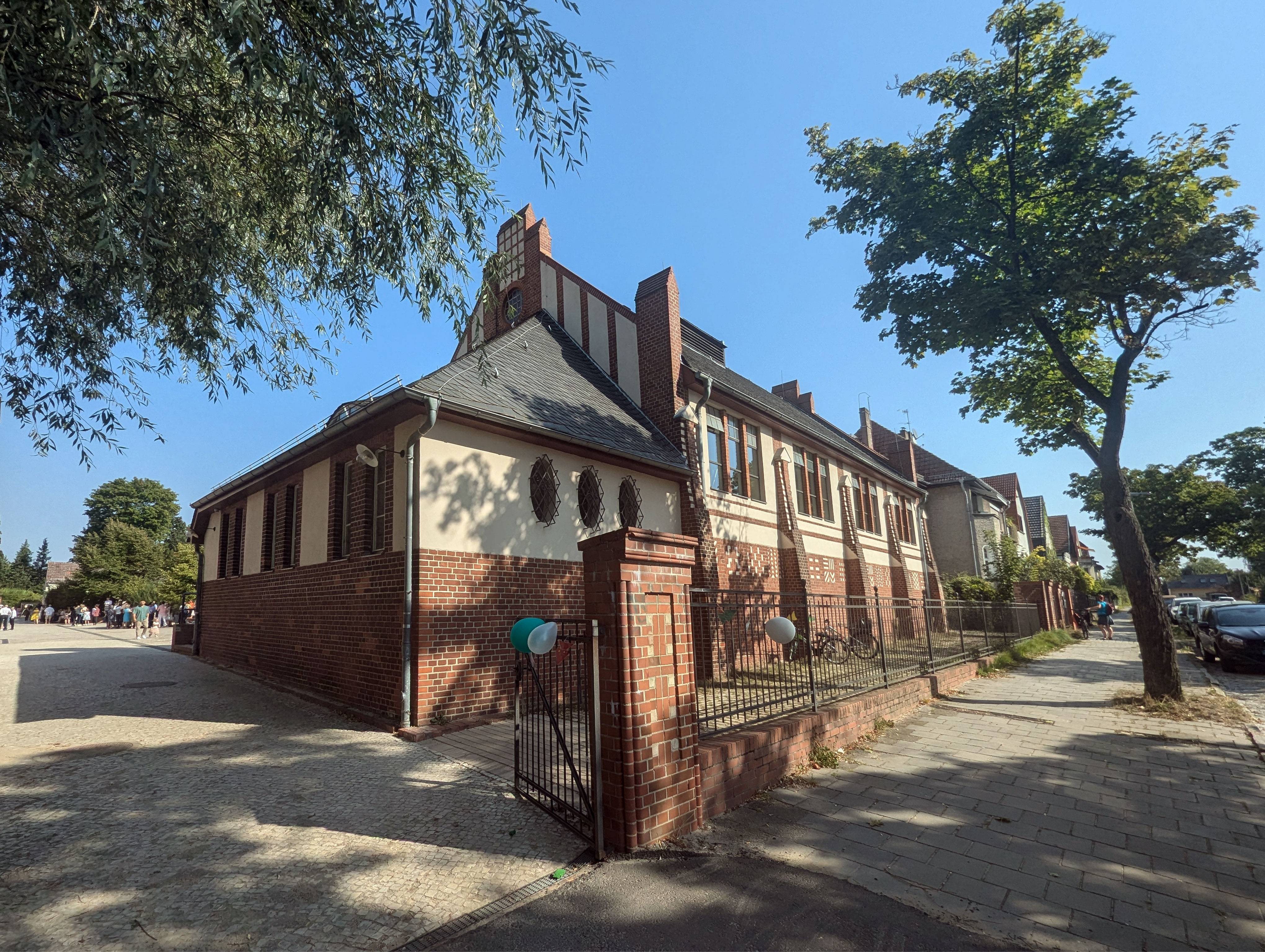
Turnhalle Straßenseite (2024)

Der Denkmalschutzstatus wurde unter dem nun zuständigen Senat von Berlin zu dem 28. September 1990 erneuert. 1993 führten verschiedene Überlegungen dazu, dass dieser Schulstandort nur durch eine umfassende gründliche Sanierung zu erhalten war. Insgesamt ging es um eine denkmalgerechte Wiederherstellung des Äußeren und Inneren. Dies gestaltete sich als Herausforderung, da alle Pläne beim Brand des Lichtenberger Archivs 1944 verlorengegangen waren und nur wenige und unzureichende Bilder des Ensembles existieren. Die Planungen erfolgten in enger Absprache zwischen der unteren Denkmalpflegebehörde von Hellersdorf und dem Landesdenkmalamt und von der Bauabteilung des Bezirks Hellersdorf begleitet. Sie sahen eine zweizügige Grundschule mit zwei Vorschulklassen vor. Mindestens eine war barrierefrei auszubauen und Fluchtwege waren sicherzustellen. Auch der Brandschutz erforderte bauliche Modernisierungen. Zur Vorbereitung und Durchführung der umfangreichen Restaurierungsarbeiten wurde die Schule im Jahr 1993 geschlossen. Für die vorschriftsmäßigen Fluchtwege wurden im Erdgeschoss und im Obergeschoss Klassenzimmer verkleinert bzw. in Flure sowie Neben- und Sanitärräume umgewandelt. Das führte dazu, dass die hofseitigen Sanitäranbauten wieder abgerissen werden konnten. Als Kompensation entstanden im Dachgeschoss zusätzliche Klassenzimmer. So erhielt das ganze Dach annähernd seinen ursprünglichen Zustand zurück, wobei die nördlichen und südlichen Dächer des Schulgebäudes wieder zu Satteldächern umgebaut wurden. Und die großen dreiachsigen Gauben sind nun wieder in Walmdächer eingebettet. Zudem wurden hofseitig, symmetrisch zur Straßenseite, ebenfalls neue Gauben geschaffen.
Das ehemalige Sanitärgebäude, das den Gymnastikraum beherbergte, wurde baulich von der Turnhalle wieder freigestellt und um moderne Umkleideräume vergrößert. Die Verbindung zur Turnhalle wurde 1998 über einen dezenten Glasverbinder wiederhergestellt. Der an der Turnhalle westlich angesetzte Umkleideraum wurde zum Geräteraum. Alle Dächer wurden wieder mit altdeutscher Schieferdeckung versehen.
Im Jahr 1997 eröffnete die Schule wieder ihren Lehrbetrieb. Für den Unterricht stehen neben den Klassenräumen auch Fachräume für Musik, Naturwissenschaften sowie ein Computer- und Medienraum zur Verfügung. Des Weiteren verfügt die Schule über eine geräumige Aula, eine Bibliothek und eine vollständig neue Sporthalle.
Im Jahr 2023 begann eine etappenweise Neugestaltung und Instandsetzung des Schulhofgeländes.

## Bauwerksbeschreibung
Das mehrgliedrige Bauwerk ist ein zweigeschossiger Putzbau mit gotisierender Klinkerverkleidung im historisierenden Baustil. Die langgestreckte Fassade ist symmetrisch aufgebaut, im Zentrum unterbrochen durch das quergestellte Bauteil mit der Aula im Obergeschoss. Die Seitenflügel sind siebenachsig angelegt, in der jeweils mittleren (vierten) Achse befindet sich ein Treppenhaus. Direkt an der Straße stehen vor den Treppenhäusern große trichterförmige spitzgiebelige Portale aus unverputzten Mauersteinen im gotisierenden Stil.
Über jeweils drei Achsen des östlichen und westlichen Flügels erheben sich im Dachbereich ein Zwerchhäuser. Im Spitzgiebel des Hauptgebäudes ist eine Uhr eingebaut.